# Phillip Glasser
Phillip Glasser (Tarzana, Califórnia, 4 de outubro de 1978) é um ator e produtor estadunidense, mais conhecido por dublar Fievel nos filmes An American Tail e An American Tail: Fievel Goes West, bem como na série de televisão Fievel's American Tails. Atualmente ele se concentra em co-produzir filmes como Kickin' It Old Skool e Division III.

## Filmografia

### Televisão
- 2000 Hang Time como Eugene Brown
- 1996 Sabrina, the Teenage Witch como James Dean
- 1996 Saved by the Bell: The New Class como Stanley
- 1994 Boy Meets World como Ubaldo
- 1992 Fievel's American Tails como Fievel Mousekiwitz
- 1991 Tiny Toon Adventures como Pedro
- 1991 Gabriel's Fire como David Goldstein
- 1990 The Bradys como Jake Greenberg
- 1989 Full House como Danny

### Cinema
- 2002 Sabretooth como Jason
- 2002 Poolhall Junkies como Max
- 1998 Star Trek: Insurrection como Ru'afo
- 1998 Fait Accompli como Scott Merchant
- 1998 Fallen Arches como Pete
- 1994 A Troll in Central Park como Gus
- 1992 Bébé's Kids como Opie
- 1992 An American Tail: Fievel Goes West como Fievel Mousekiwitz
- 1990 Satan's Princess como Joey
- 1986 An American Tail como Fievel Mousekewitz